# Sedmerovec
Sedmerovec je naseljeno mjesto u okrugu Ilava u  Trenčínskom kraju u Slovačkoj.

## Stanovništvo
| Godina:     | 1993. | 2003.   | 2013.   | 2023.   |
| ----------- | ----- | ------- | ------- | ------- |
| Broj ljudi: | 403   | 402     | 428     | 424     |
| Razlika:    |       | -0,24 % | +6,46 % | -0,93 % |

| Godina:     | 2022. | 2023.   |
| ----------- | ----- | ------- |
| Broj ljudi: | 427   | 424     |
| Razlika:    |       | -0,70 % |

Prema podacima o broju stanovnika iz 2023. godine naselje je imalo 424 stanovnika.

## Vanjske poveznice
|  | Zajednički poslužitelj ima još gradiva o temi Sedmerovec |

- Službena stranica naselja (sl.)